# 温瑟勒
温瑟勒（德语、法语：Winseler），又译温塞勒，是卢森堡西北部的一个市镇和村庄。  